# Cole Williams
Cole Williams (28 luglio 1981) è un attore statunitense.
All'età di 17 anni venne accettato al SUNY Purchase College.

## Filmografia

### Cinema
- Boys Life 4: Four Play (2003)
- Harry + Max (Harry + Max) (2004)
- North Country - Storia di Josey (North Country) (2005)

### Televisione
- Urban Chaos Theory (2000)
- L.T.R. (2002)
- Scrubs - Medici ai primi ferri (Scrubs), nell'episodio "Il mio primo passo" (2002)
- 8 semplici regole... per uscire con mia figlia (8 Simple Rules... for Dating My Teenage Daughter) (2002-2003) serie TV
- Hollywood Division (2004) (TV)
- Drake & Josh (Drake & Josh), nell'episodio "Blues Brothers" (2004)
- Zoey 101 (Zoey 101), nell'episodio "Il prezzo del successo" (2005)
- Race You to the Bottom (2005)
- Lovers, Liars and Lunatics (2006)
- Cold Case - Delitti irrisolti (Cold Case) – serie TV, episodio 3x16 (2006)
- Mammoth (2006) film TV
- Gypsies, Tramps & Thieves (2006)
- Spaced Out (2006) uscito direttamente in VHS
- Veronica Mars (Veronica Mars), nell'episodio "Un-American Graffiti" (2007)

## Doppiatori italiani
Nelle versioni in italiano dei suoi lavori, Cole Williams è stato doppiato da:
- Alessio De Filippis in Scrubs - Medici ai primi ferri
- Nanni Baldini in CSI: NY
- Gabriele Patriarca in Cold Case - Delitti irrisolti
- Flavio Aquilone in Ghost Whisperer - Presenze